# Stellaria soongorica
Stellaria soongorica är en nejlikväxtart som beskrevs av Roman Julievich Roshevitz. Stellaria soongorica ingår i släktet stjärnblommor, och familjen nejlikväxter. Inga underarter finns listade i Catalogue of Life.